# 신자연법론
신자연법론(新自然法論)이란 19세기 말부터 붕괴하기 시작한 법실증주의에 대신하여 일어난 새로운 자연법사상을 말한다.
신자연법론이라 함은 근세 자연법론이 19세기 초엽에 독일에서는 역사법학파의 지배에 의하여, 프랑스에서는 민법전의 편찬에 의하여 법학계의 전면(前面)에서 물러난 후 19세기 말에서부터 20세기 초에 걸쳐 당시의 법학계를 지배하고 있던 법실증주의에 대한 반동으로서 프랑스와 독일에서 또다시 등장된 자연법론을 말한다.
신자연법론에는 실정법을 넘어선 법원리를 주장하는 점에서 공통성을 가지면서 종래의 자연법에 대한 비판을 충분히 섭취한 위에서 새로운 방법론적인 반성에 기해서 자연법론을 구성하려는 경향과, 중세의 성 토머스의 사상적 전통을 부활시키려는 경향 등이 있다.
'변화하는 내용을 갖고 있는 자연법'이라는 정식(定式)을 내세운 독일의 슈타믈러나 프랑스의 살레유, 제니 등이 전자에 속하며, 독일의 카트라인 등이 후자에 속한다.
이와 같은 신자연법론의 노력도 법학계의 대세를 움직이지는 못했다. 그래서 제2차 세계대전 후 나치독재의 성립을 방지하지 못했던 법실증주의에 대한 반성에서 주로 독일에서 또다시 여러 가지 경향의 자연법론이 나타난 것이다.
뿌리가 강한 전통을 가진 가톨릭 자연법론, 새로이 사회적인 것으로 뭉쳐지는 프로테스탄트사상에 입각한 자연법론, 역사적 법문화 가운데서의 법이념의 실현을 추적하는 밋타이스나, 가치철학에 입각하는 코잉의 자연법론이 그러하며, 최근에는 존재론에 입각한 자연법의 시도도 있다.

## 같이 보기
- 자연법사상